# FN FNC
FN FNC(프랑스어: Fabrique Nationale Carabine)는 1970년대 중반 파브리크 나시오날 드 에르스탈(Fabrique Nationale de Herstal)사에 의해 개발된 돌격소총이다. FN FNC는 FN FAL, AK-47, M16, 갈릴 소총 등 잘 알려진 소총들을 참고하여 개발됐다.

## 설계

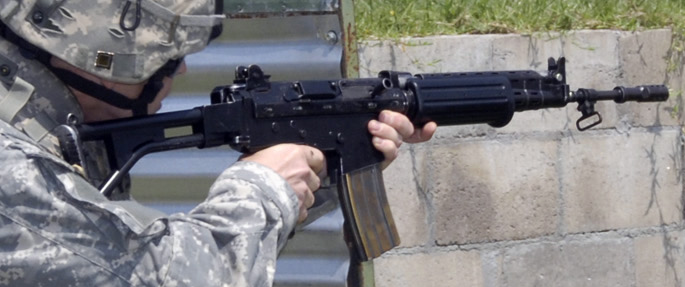
FN FNC로 사격 중인 미 육군 병사

FNC는 5.56mm NATO 탄을 사용하며, M16의 알루미늄 탄창보다 튼튼하고 신뢰성이 높은 STANAG(M16 탄창과 같은 규격) 철제 30발 들이 탈착식 탄창을 사용한다. FNC에는 M16 계열에서 볼 수 있는 노리쇠 멈치가 없기 때문에 FNC 용 탄창에는 노리쇠 멈치 기구를 들어올리는 부품이 없다. 따라서 FNC 탄창은 M16에서 사용가능하나, 마지막 탄약을 발사한 후에도 M16의 노리쇠 멈치는 동작하지 않는다. M16용 20/30발 들이 탄창도 FNC에서 사용가능하다.
내부적으로, FNC는 AK-47의 롱 스트로크 가스피스톤 시스템을 바탕으로 몇몇 개량을 가했다. 노리쇠의 폐쇄돌기는 AK-47과 유사하게 2개의 큰 돌기로 구성되어 있다.
발사 모드로는 반자동-점사-완전자동 3가지가 있다. M16A2/A4의 경우 점사 도중 탄약 부족 등의 이유로 작동이 멈추면 점사기구의 상태가 유지되어, 다시 방아쇠를 당길 때는 3발이 아닌 1발이나 2발이 발사된다. FNC의 3 점사기구의 경우, M16A2/A4와 달리 점사 도중 작동이 멈추면 처음 상태로 되돌아간다. 따라서 다시 방아쇠를 당길 때도 3발이 발사된다.
장전 손잡이가 움직이는 홈에는 먼지 덮개가 있다. 이 먼지 덮개는 FN 미니미의 먼지 덮개와 비슷하다.
FNC는 여러 면에서 대한민국의 K2 소총과 비슷한 점이 있다는 말이 있다. 그러나 이는 총의 외관에만 해당하며 내부구조까지 비슷하지 않다.

## 사용국

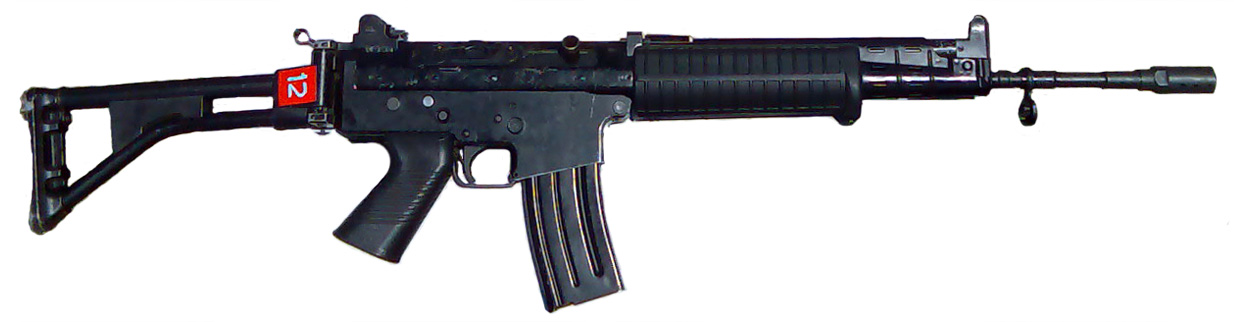
인도네시아에서 면허 생산한 Pindad SS-1

현재 FN FNC는 벨기에 군에서 사용 중이며, 베네수엘라와 나이지리아에도 수출 되었다. 스웨덴의 Bofors사에서 AK(Automat Karbine)5이라는 명칭으로 라이선스 생산 중이며, 인도네시아의 Pindad사에서도 생산 중이다. Bofors 사의 AK5와 Pindad사의 SS-1은 기존 FN FNC에 변형을 가한 종류이다.

## 변형
FN FNC 소총의 변형으로는 공수부대를 위해 짧게 만들어진 FNC PARA 버전이 존재한다. 전체 길이가 잛아졌으며, 총열과 핸드가드가 만나는 곳의 모양이 바뀌었다.

## 대중문화
- 영화 《히트》의 은행 강도 부분에서 알 파치노는 FN FNC 80을 사용한다.
- '레드덕'이 개발한 밀리터리 온라인FPS게임 'A.V.A'의 병과'라이플맨'의 주무기중 하나이다.
- 일본애니메이션 "우폿테"의 주인공 '훈코'가 FN FNC를 사용한다.

## 같이 보기
- FN FAL
- FN CAL
- K2 소총